# Claude Abbes
Claude Abbes (* 24. Mai 1927 in Faugères, Département Hérault; † 11. April 2008 ebenda) war ein französischer Fußballspieler.

## Die Vereinskarriere
Der Torwart spielte als Jugendlicher während des Zweiten Weltkrieges zunächst in der Nähe seines Geburtsortes Fußball, bevor er 1951 zur AS Béziers wechselte und dort auch überregional auf sich aufmerksam machte. Ein Jahr später verpflichtete ihn die AS Saint-Étienne, und unter deren Trainer Jean Snella, der eine gute Hand hatte, Spieler an die Erstligaelf heranzuführen, wurde er schnell zum Stammspieler und war mit seiner sachlichen Art ein Rückhalt der Mannschaft, die in den folgenden Jahren immer in der oberen Tabellenhälfte platziert war, ohne ganz große Erfolge zu erreichen – bis sie 1957 überraschend den französischen Meistertitel gewann. Abbes, dessen Stärke vor allem auf der Torlinie lag und dessen Markenzeichen ein Alltags-Pullover war, bestritt auch in dieser Saison alle Punktspiele der Verts, wie die ASSE in Frankreich genannt wird.
1960 stand er mit Saint-Étienne in seinem ersten Pokalendspiel, kassierte darin allerdings vier Tore gegen Monaco, aber zwei Jahre später war es seine Mannschaft, die die Coupe de France gewann, und diesmal hatte Claude Abbes seinen Kasten rein gehalten. Am Ende dieser Saison beendete er seine Profikarriere und wechselte als Spielertrainer in die dritte Liga nach Montélimar, wo er noch mit 40 Jahren gelegentlich auflief.

### Stationen
- Bédarieux
- Lobastide
- AS Béziers (1951/52)
- AS Saint-Étienne (1952–1962)
- Montélimar (1962–1967, Spielertrainer)

## Der Nationalspieler
Claude Abbes, der schon bei der WM 1954 zum französischen Kader gehörte, dort aber nicht zum Einsatz kam, stand zwischen Oktober 1957 und Dezember 1958 in neun Länderspielen im Tor der Équipe Tricolore. In diese Zeit fällt auch Frankreichs bis dahin größter Erfolg bei Weltmeisterschaften, nämlich der 3. Platz in Schweden – und diesmal saß er nicht nur auf der Bank, sondern spielte ab der dritten Vorrundenbegegnung, weil die Nummer 1 (François Remetter) in den ersten Spielen Schwächen zeigte und die eigentliche Nummer 2 (Dominique Colonna) am Vorabend des Spiels gegen die Schotten bei dem Mitglied des Verbands-Auswahlkomitees, Alex Thépot, selbst ehemaliger Nationaltorhüter, wegen "zu deutlicher Worte" in Ungnade gefallen war. Trotz dieses dritten Platzes hatte die Abwehr mit Abbes in vier Partien neun Tore kassiert. Ein halbes Jahr nach diesem Erfolg endete seine Zeit bei den Bleus.

## Leben nach der aktiven Zeit
Schon während seiner Profizeit hatte Claude Abbes ein Studium zum Ingenieur für Elektrotechnik absolviert, und ab 1962 arbeitete er in der Nuklearanlage Tricastin nahe Pierrelatte an der Rhone. In der zweiten Hälfte der 1970er-Jahre war er am Aufbau einer Forschungseinrichtung in Saint-Étienne beteiligt und besuchte seither wieder regelmäßig das Stade Geoffroy-Guichard, wohin es ihn auch als Rentner noch häufig zog.

## Palmarès
- Französischer Meister: 1957
- Französischer Pokalsieger: 1962 (und Finalist 1960)
- Europapokal der Landesmeister: Teilnahme 1957/58 (2 Einsätze gegen die Glasgow Rangers)
- 9 A-Länderspiele, WM-Dritter 1958

| Personendaten    | Personendaten                 |
| ---------------- | ----------------------------- |
| NAME             | Abbes, Claude                 |
| KURZBESCHREIBUNG | französischer Fußballtorhüter |
| GEBURTSDATUM     | 24. Mai 1927                  |
| GEBURTSORT       | Faugères                      |
| STERBEDATUM      | 11. April 2008                |
| STERBEORT        | Faugères                      |